# Lötens IP
Lötens IP (Lötens idrottsplats) är en fotbollsanläggning i stadsdelen Kapellgärdet i östra Uppsala i Uppsala län. Idrottsplatsen ligger mellan Vattholmavägen, Diöshallen och Uppsala moské. Anläggningen är utrustad med uppvärmd konstgräsplan sedan 2008, varför IK Sirius använt planerna för matcher i Svenska cupen och andra vårmatcher.
Totalt finns sju fotbollsplaner utomhus på Lötens IP. På platsen finns också en inomhushall för sjumannafotboll.
År 2014 saknades permanenta läktare, vilket dock inte hindrade 3 000 personer att bevittna mötet mellan Sirius och Djurgården i Svenska cupen i mars 2014.
Utöver fotboll har bland annat Sverige spelat studentlandskamp i amerikansk fotboll mot Storbritannien på Löten.